# Distrito electoral de Tamaroa n.º 1
Tamaroa No. 1 (en inglés: Tamaroa No. 1 Precinct) es un distrito electoral ubicado en el condado de Perry en el estado estadounidense de Illinois. En el Censo de 2010 tenía una población de 711 habitantes y una densidad poblacional de 6,79 personas por km².

## Geografía
Tamaroa No. 1 se encuentra ubicado en las coordenadas 38°8′56″N 89°10′46″O / 38.14889, -89.17944. Según la Oficina del Censo de los Estados Unidos, Tamaroa No. 1 tiene una superficie total de 104.77 km², de la cual 104.72 km² corresponden a tierra firme y (0.04%) 0.04 km² es agua.

## Demografía
Según el censo de 2010, había 711 personas residiendo en Tamaroa No. 1. La densidad de población era de 6,79 hab./km². De los 711 habitantes, Tamaroa No. 1 estaba compuesto por el 98.59% blancos, el 0.14% eran afroamericanos, el 0.14% eran amerindios, el 0.28% eran asiáticos, el 0% eran isleños del Pacífico, el 0% eran de otras razas y el 0.84% pertenecían a dos o más razas. Del total de la población el 0.84% eran hispanos o latinos de cualquier raza.